# Eagle Band
Eagle Band es el nombre de uno de los grupos de jazz tradicional más exitosos en el Nueva Orleans de comienzos del siglo XX.
Se formó a impulso del trombonista Frank Dusen, tras la retirada de Buddy Bolden, con algunos de los músicos que estaban en la última formación de la banda de éste. Se organizó como una cooperativa y funcionó, con notable éxito, entre los años 1907 y 1917. Su nombre proviene del club donde tocaban usualmente, el "Eagle Saloon", situado en la esquina de las calles Perdido y South Rampart Street, en Nueva Orleans.
En 1913, la banda estaba integrada por Louis Ned (corneta), Dusen (trombón), Sidney Bechet (clarinete), Brock Mumford (guitarra), Dandy Lewis (contrabajo) y Henry Zino (batería). Más tarde, Bunk Johnson sustituyó a Louis Ned, ya bastante mayor en esta época. En formaciones posteriores, integrarían la banda músicos como King Oliver, Freddie Keppard, Papa Mutt Carey (cornetas); Lorenzo Tio, Johnny Dodds y Big Eye Nelson (clarinetes); y otros muchos.